# 杨又玄
杨又玄（?—?），辽国（契丹）政治人物。
辽圣宗统和十六年（998年），中进士，为戊戌科状元。开泰七年（1018年）知详覆院。后进为枢密副使。太平二年（1021年）十月赐宰臣吕德懋、参知政事吴叔达、枢密副使杨又玄、右丞相马保忠钱物有差。太平五年（1025年），授吏部尚书，拜参知政事兼枢密使。太平七年（1027年），受诏与邢祥知贡举。辽兴宗重熙七年（1038年）官至推诚竭节功臣、大同军节度，云弘德等州观察处置等使，荣禄大夫、检校太尉、同政事门下平章事，使持节云州诸军事，行云州刺史，上柱国；弘农郡开国公，食邑四千户、食实封四佰户。